# Municipio de Huntsville (Illinois)
El municipio de Huntsville (en inglés: Huntsville Township) es un municipio ubicado en el condado de Schuyler en el estado estadounidense de Illinois. En el año 2010 tenía una población de 150 habitantes y una densidad poblacional de 1,53 personas por km².

## Geografía
Según la Oficina del Censo de los Estados Unidos, el municipio tiene una superficie total de 98.24 km², de la cual 98,2 km² corresponden a tierra firme y (0,04 %) 0,04 km² es agua.

## Demografía
Según el censo de 2010, había 150 personas residiendo en el municipio de Huntsville. La densidad de población era de 1,53 hab./km². De los 150 habitantes, el municipio de Huntsville estaba compuesto por el 99,33 % blancos y el 0,67 % eran de una mezcla de razas. Del total de la población el 0 % eran hispanos o latinos de cualquier raza.